# Multiplanare Reformation

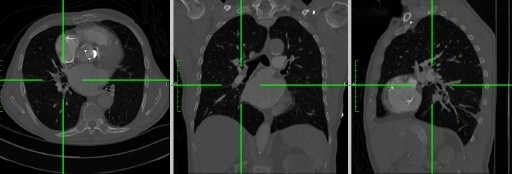
Orthografische MPR-Rekonstruktion einer CT-Aufnahme

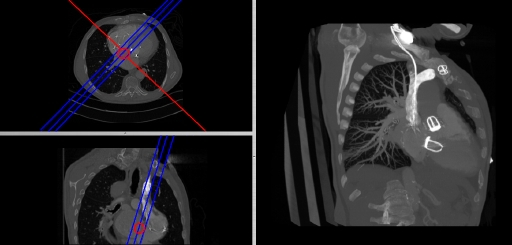
Schräge MPR-Rekonstruktion einer CT-Aufnahme

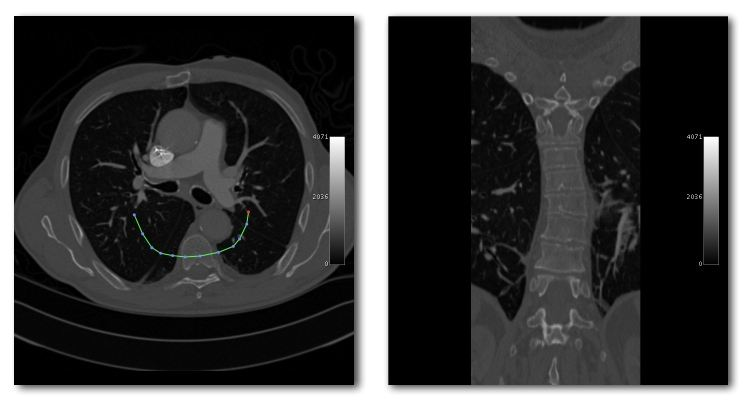
Kurvenförmige (curved) MPR-Rekonstruktion einer CT-Aufnahme

Die multiplanare Reformatierung (auch als MPR abgekürzt) ist ein Verfahren der zweidimensionalen Bildrekonstruktion, das u. a. in der Computertomographie (CT), der Nuklearmedizin, aber auch in der Kernspintomographie (MRT) verwendet wird.
In der CT wie auch in der SPECT erzeugt der Bildrekonstruktionsalgorithmus aus den Rohdaten zunächst immer transversale Schnitte. Bei den ersten Gerätegenerationen war dies auch die einzig mögliche Form der Bilddarstellung.
Bei der MPR werden aus diesen transversalen Schnitten frontale, sagittale, schräge oder kurvenförmige Schnitte errechnet und dargestellt, um dem Betrachter bei der anatomischen Orientierung zu helfen. Schräge (oblique) Schnitte sind beispielsweise in der Herzbildgebung hilfreich (Vierkammerblick, Kurzachsenschnitte), kurvenförmige Rekonstruktionen entlang selbst mehrfach gebogen verlaufender Strukturen für die Darstellung von Gefäßen (etwa den Koronararterien) oder den Harnleitern.
Um qualitativ hochwertige MPR-Rekonstruktionen zu erhalten, sollten die Bilddaten bei der CT überlappend mit geringer Schichtdicke aufgenommen werden. Daneben sollte zur Vermeidung von Stufen-Artefakten bei der Bildrekonstruktion eine geringe Schichtdicke gewählt werden. Durch Summation mehrerer Schichten kann das Bildrauschen vermindert werden. Die Verfügbarkeit isotroper Voxel brachte für viele Fragestellungen einen diagnostischen Zugewinn. Isotrope Voxel haben in allen drei Raumrichtungen dieselbe räumliche Auflösung, so dass bei einer schrägen MPR-Rekonstruktion keinerlei Verzerrungen erkennbar sind. Isotrope Voxel errechnet ein Computertomograph bei Wahl eines geeigneten Aufnahme- und Rekonstruktionsprotokolls; wird mit hohem Pitch aufgenommen, werden oblique Rekonstruktionen in Z-Richtung unscharf dargestellt.
In der Kernspintomographie sind häufig keine isotropen Voxel verfügbar; bei schichtweise durchgeführten Aufnahmen ist die Auflösung in der Bildebene weit höher als senkrecht dazu und anstelle von MPRs werden zusätzliche Aufnahmen für jede darzustellende Bildebene ergänzt. Im Gegensatz zu CT, PET und SPECT liegen die Originaldaten daher häufig bereits in Form von Sagittal- oder Coronalschnitten vor, so dass diese Darstellungen nicht berechnet werden müssen.
Seit einigen Jahren werden in der MRT auch spezielle 3D-Aufnahmesequenzen eingesetzt, die hochaufgelöste isotrope Bildvoxel erzeugen können und somit eine artefaktfreie MPR-Darstellung erlauben.